# Almizaraque

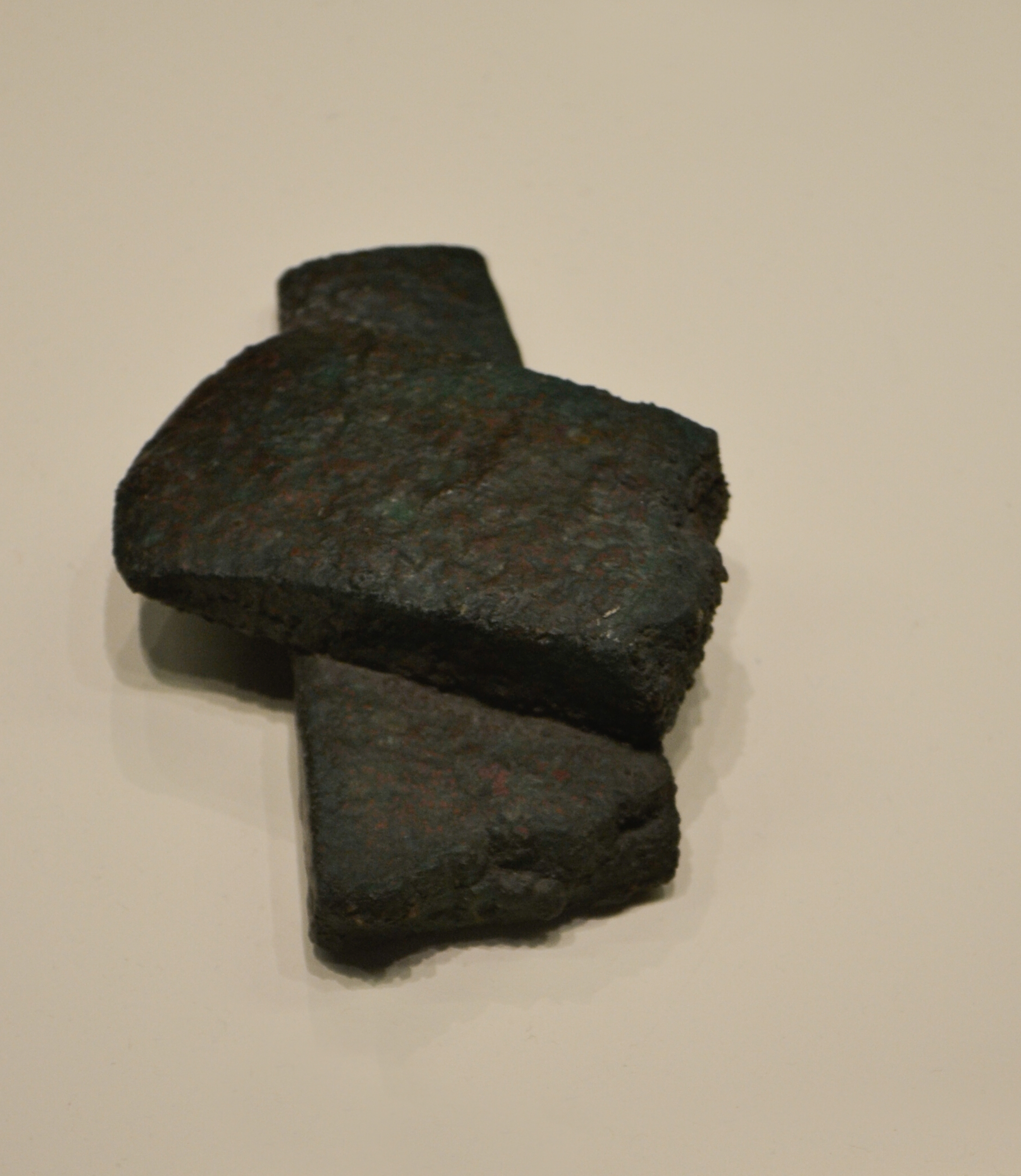
Hacha de bronce fracturada hallada en Almizaraque. Neolítico Final-Calcolítico. Museo Arqueológico Nacional de España. Nº inv. 1984/172/41/33.

Almizaraque es un yacimiento arqueológico situado en la cuenca de la Vera, a 1,5 km al norte de la población española de Palomares. En una colina de unos cuatro metros de altura, 100 m de largo y 60 m de ancho, hubo un asentamiento prehistórico de la cultura de Los Millares.

## Exploración
En 1903 y 1906, el ingeniero de minas belga Luis Siret (1860-1934) encontró una estatuilla femenina en la colina y cerámica de la Edad de Hierro al suroeste. En 1907 realizó las primeras excavaciones. Volvió en 1932 y 1933 para realizar más excavaciones. Entre 1980 y 1984, el arqueólogo español Germán Delibes de Castro dirigió nuevas investigaciones en Almizaraque. El montículo está ahora muy erosionado y se estima que solo queda una sexta parte del asentamiento. 

## Descripción
Almizaraque se encuentra en la parcela del mismo nombre entre los dos ríos Almanzora y Rambla de la Canalejas (también llamada Rambla de Muleria), a unos 1,2 km al noroeste de su confluencia. La costa mediterránea se encuentra a unos 3 km al este y el pueblo de Las Herrerías a 1 km al noroeste.
Se han descubierto cinco estratos de asentamiento sucesivos. El más bajo y antiguo data de 2500 a 2100 a. C. A lo largo de 300 años, un asentamiento neolítico original se convirtió lentamente en un asentamiento de la Edad del Cobre de unos 2500 m² con cabañas redondas de madera, silos, pozos y pequeños cobertizos. Al este, el terreno estaba interceptado por un muro de contención de arcilla. Los campos cercanos al asentamiento se utilizaban para la agricultura y la ganadería, como demuestran los huesos de cabras, ovejas, vacas y cerdos. Además, se cazaban ciervos.
Los cuatro estratos siguientes solo cubren el período comprendido entre el 2100 y el 1900 a. C. En el segundo estrato se observa un descenso de la población. El asentamiento se redujo a 1300 m² con un número considerablemente menor de casas. Las casas redondas eran en este estrato más grandes, con un diámetro de 5-6 m. Se encontraron objetos de sílex, huesos y un vaso que puede asignarse a la cultura del vaso campaniforme. El cultivo de la tierra estaba más avanzado. Probablemente debido a la desertificación, se detecta un nuevo y rápido descenso de los asentamientos en la tercera capa. Así, Almizaraque se reduce en ocasiones a 400 m². En la cuarta fase, el asentamiento está rodeado por una muralla. Así, el muro, que sigue el curso del terreno, rodea una superficie de 700 m². Mientras que la mayoría de los objetos metálicos se encuentran en esta capa, la proporción de herramientas de piedra y hueso disminuye. La cerámica, que siempre había sido ocre, ahora es gris. En la última fase se construyó un nuevo muro. Era más rectilíneo, pero de estructura irregular. Todavía hoy es parcialmente visible. Probablemente a causa de la renovada desertización, el asentamiento fue finalmente abandonado hacia el año 1900 a. C.
Cerca del asentamiento se encontró la necrópolis de Almizaraque. De épocas posteriores son los restos de un asentamiento romano y tumbas visigodas.

## Interpretación

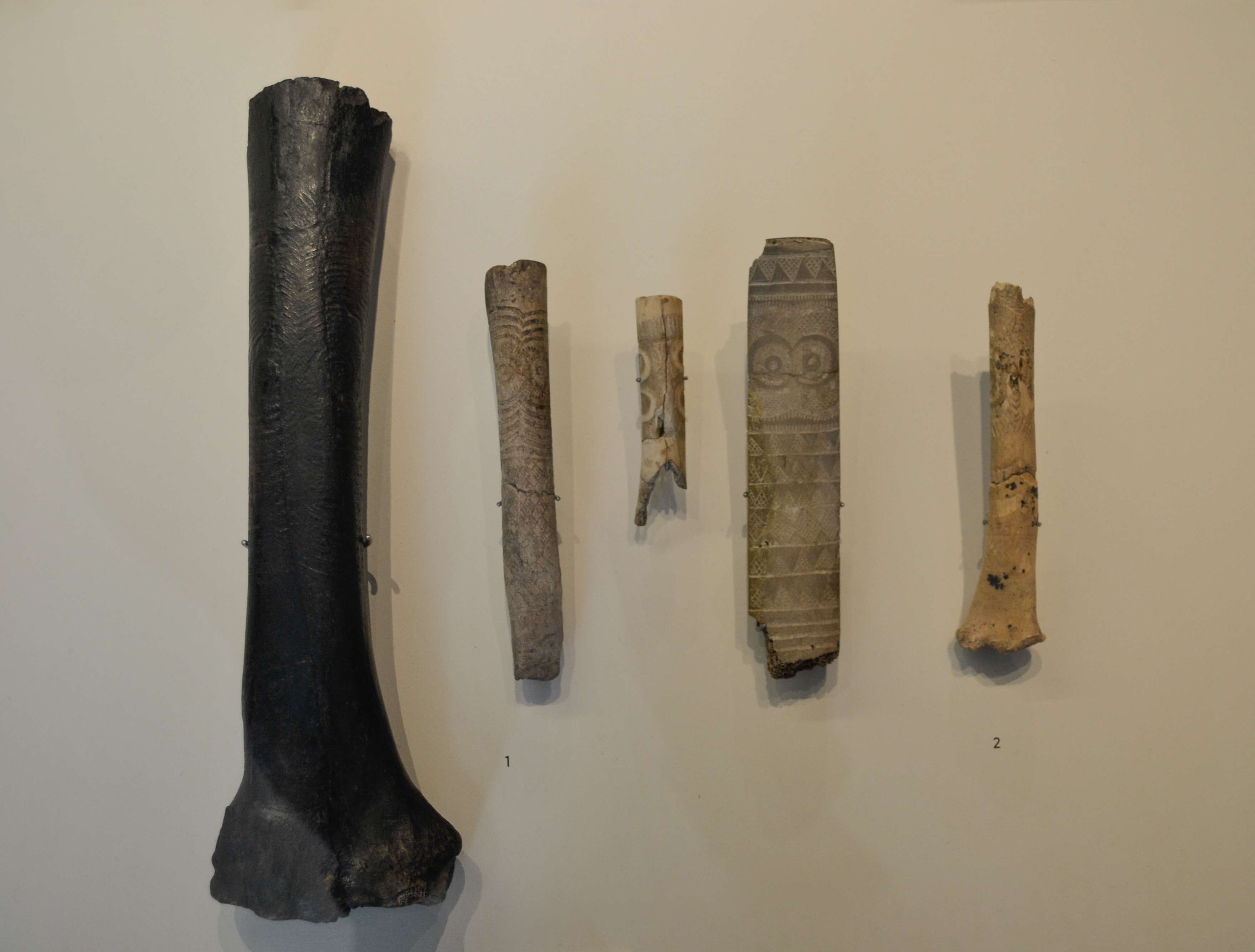
Ídolos oculados sobre hueso. Neolítico Final-Calcolítico. Museo Arqueológico Nacional de España.

Almizaraque era solo un pequeño pueblo con unos 50 o 70 habitantes. Como demuestran los análisis de los residuos de escoria, se procesó principalmente el mineral procedente de la Sierra Almagrera, al este. Como el mineral extraído tiene un alto contenido de arsénico, el bronce arsenical podía extraerse directamente sin añadir un elemento de aleación. Sin embargo, no existía ninguna industria y solo se producían pequeñas cantidades para el consumo propio.
Olaf Höckmann señaló que una estatuilla femenina de marfil encontrada en Almizaraque que tiene un triángulo púbico lleno de puntos recuerda mucho a los ejemplares cretenses. Estas datan del periodo minoico antiguo o prepalacial  (2600-1900 a. C.) e imitan figuras del arte cicládico, lo que se consideró un indicio de la relación cultural entre ambas áreas culturales, que se cree que fueron las primeras en traer la producción de bronce al sur de España. Desde mediados de la década de 1980, los estudiosos españoles han intentado demostrar un desarrollo ibérico independiente de la producción de bronce. Hasta la fecha, ninguna de las dos teorías se ha demostrado de forma concluyente.
Otras piezas dignas de mención son el ídolo típico de la cultura de Los Millares en forma de sandalia de hueso o marfil procedente de una casa del asentamiento y los ídolos oculares tallados en huesos largos. 